# IC 2606
IC 2606 је лентикуларна галаксија у сазвјежђу Мали лав која се налази на листи објеката дубоког неба у Индекс каталогу.
Деклинација објекта је + 37° 57' 23" а ректасцензија 10h 50m 17,5s. Привидна величина (магнитуда) објекта IC 2606 износи 14,0 а фотографска магнитуда 14,9. IC 2606 је још познат и под ознакама MCG 6-24-21, CGCG 184-25, PGC 32465.